# جاك كالندر
جاك كالندر (بالإنجليزية: Jack Callender)‏ (2 أبريل 1923 في المملكة المتحدة - 22 مايو 2001) هو لاعب كرة قدم بريطاني (وحمل سابقاً جنسية المملكة المتحدة لبريطانيا العظمى وأيرلندا) في مركز نصف الجناح. لعب مع نادي غيتزهيد وConsett A.F.C. ‏.

## وصلات خارجية
- جاك كالندر على موقع قاعدة بيانات كرة القدم.إي يو (الإنجليزية)